# Dębska Kuźnia
Dębska Kuźnia est une localité polonaise du gmina de Chrząstowice dans la voïvodie et le powiat d'Opole.